# 市村誠
市村 誠（いちむら まこと、1970年11月10日 - ）は、大井競馬場所属の元騎手、現調教師。最終所属は山藤統宏厩舎。千葉県出身、血液型O型。騎手時代の勝負服の柄は胴青・胴袖白二本輪、袖赤。

## 騎手時代
1990年6月1日付けで地方競馬騎手免許を取得し、田中利衛厩舎から騎手デビュー。同年6月21日大井競馬第4競走ネツプスルーラーで初騎乗（12頭立て12着）。翌1991年2月1日大井競馬第7競走ニシノランザンで初勝利（12頭立て）。
2000年6月6日第14回東京プリンセス賞をアインアインで逃げ切り優勝、重賞初制覇。
小池滋厩舎、武智一夫厩舎を経て山藤統宏厩舎へ所属変更。
調教師転身のため、2007年12月31日付けで騎手引退。
地方通算成績は2871戦186勝・2着222回・3着239回・勝率6.5%・連対率14.2%
中央競馬161戦4勝
悪天候の不良馬場でインを突くなどの積極騎乗で穴を開け、「雨の市村」の異名をとった。

## 調教師時代
2008年1月1日付けで調教師免許取得、同年6月1日付けで大井競馬場本場に厩舎開業。当初割当は10馬房。
2008年6月24日大井競馬第10競走パール賞（B3二組選抜）に坂井英光騎乗アクアフレイバーが出走し、管理馬初出走（14頭立て3番人気2着）。
2009年3月4日大井競馬第8競走C2十組十一組条件戦を真島大輔騎乗アマゾネスで勝利し、開業60戦目にして初勝利。同年4月17日付けで境共同トレーニングセンターに2馬房の外厩認定を受け、同年8月28日付けで3馬房への変更を承認された。
2009年11月4日大井競馬第11競走第42回ハイセイコー記念を的場文男騎乗ショウリュウで優勝し、重賞競走初出走で初勝利をあげた。
地方通算成績は391戦20勝・2着27回・3着33回・勝率5.1%・連対率12.0%（2010年10月1日現在）

## 主な騎乗馬
- アインアイン（2000年東京プリンセス賞 南関東G1、2002年東京盃G2）

## 主な管理馬
- ショウリュウ（ハイセイコー記念）
- ニシノラピート（しらさぎ賞、東京シンデレラマイル）
- エスポワールガイ（黒潮盃）
- ワイズゴールド（留守杯日高賞）[7]